# 5272 Dickinson
5272 Dickinson eller 1981 QH2 är en asteroid i huvudbältet som upptäcktes den 30 augusti 1981 av den amerikanske astronomen Edward L.G. Bowell vid Anderson Mesa Station. Den är uppkallad efter den kanadensiske amatörastronomen Terence Dickinson.
Asteroiden har en diameter på ungefär 3 kilometer och den tillhör asteroidgruppen Flora.